# شهرستان کندی (تگزاس)

موقعیت شهرستان در ایالت تگزاس

کندی یکی از شهرستان‌های ایالت تگزاس می‌باشد.
این شهرستان در جنوب این ایالت است.
جمعیت این شهرستان در سال ۲۰۱۰ میلادی معادل ۴۱۶ نفر بود.